# Вешручей
Вешручей — ручей в России, протекает по межселённой территории Онежского района Архангельской области. Длина ручья — 12 км, площадь водосборного бассейна — 57,2 км².

## Общие сведения
Ручей берёт начало из болота без названия и далее течёт преимущественно в южном направлении по частично заболоченной местности.
Притоки у Вешручья отсутствуют.
Устье ручья находится в 101 км по левому берегу реки Илексы, впадающей в Водлозеро.
Населённые пункты на ручье отсутствуют.
Код объекта в государственном водном реестре — 01040100312202000016355.